# Pralesnička drobná
Pralesnička drobná (Oophaga pumilio, dříve Dendrobates pumilio) je žába z čeledi pralesničkovitých (Dendrobatidae). Obývá deštné lesy a mangrovové porosty ve Střední Americe (od Nikaragui po Panamu). Je nejjedovatějším druhem rodu Dendrobrates. Její jed využívali Indiáni na hroty šípů. 
V roce 1857 popsal pralesničku drobnou německý zoolog a fykolog Eduard Oscar Schmidt.                                                                                                                                                                                                                                           

## Popis

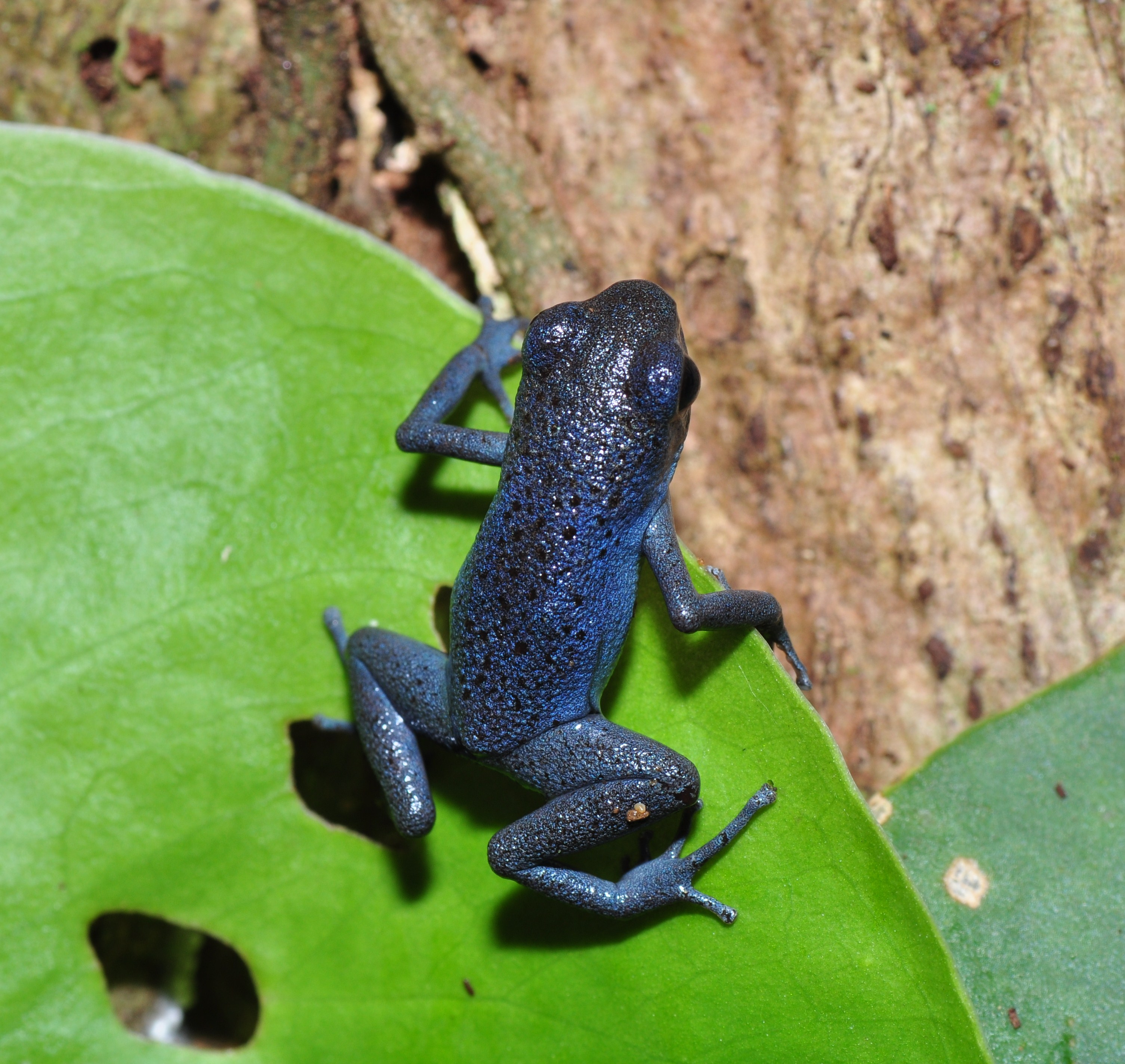
Modrá varianta

Pralesnička drobná dorůstá délky 17 až 24 mm. Pulci mohou být až 16 mm dlouzí. Oči jsou relativně velké. Kůže bývá velmi vlhká a lesklá. Populace tohoto druhu vykazují obrovský rozdíl ve zbarvení, vytváří 15 až 30 barevných variant. Zbarvení je vždy jasné, aby varovalo před toxicitou druhu. Asi nejčastější barevná forma v chovech je červená s modrýma nohama. Druh není pohlavně dimorfní.

## Ekologie a chování

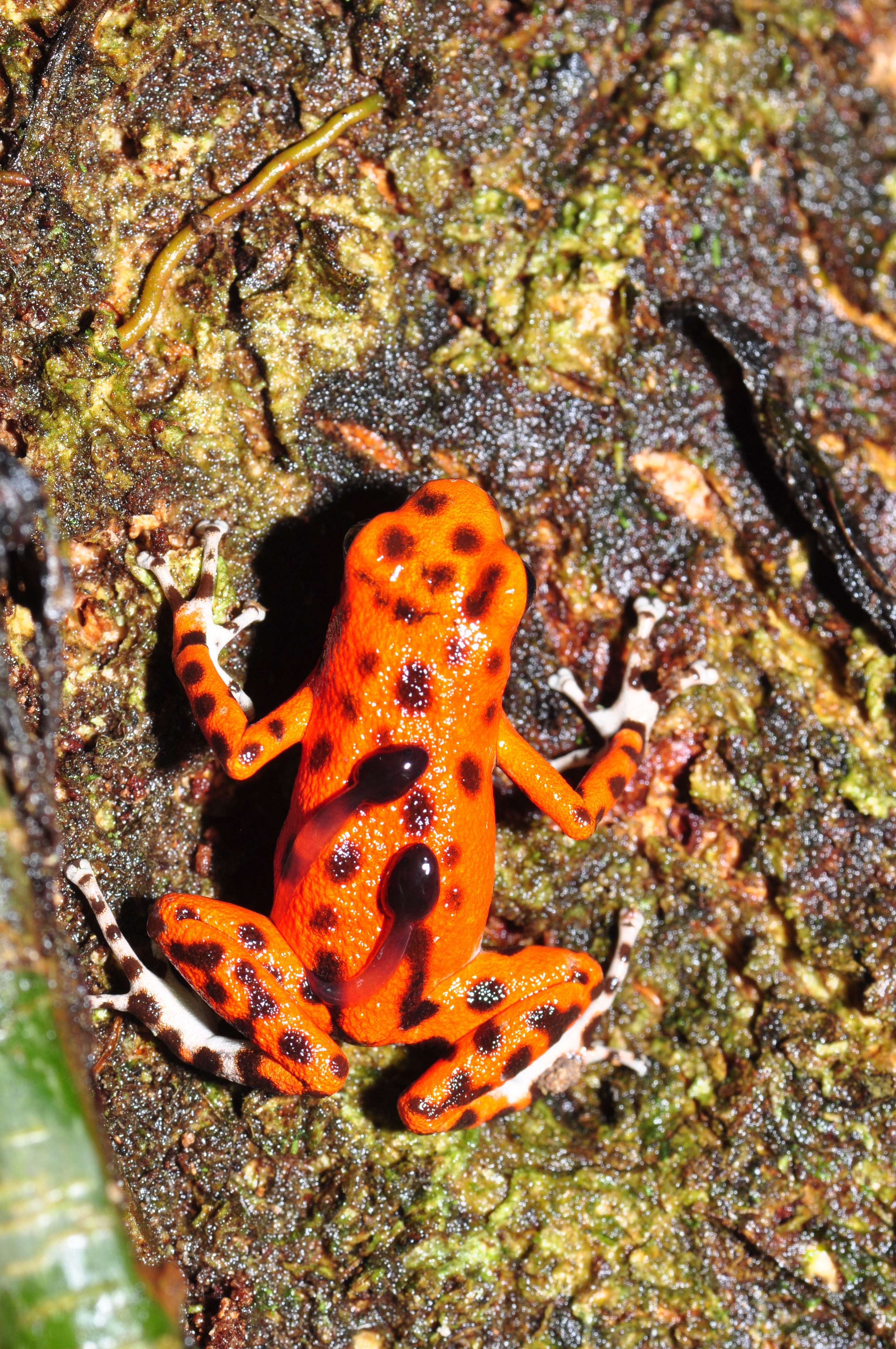
Samička s pulci na zádech (skvrnitá varianta)

Pralesnička drobná je denní tvor, aktivní je především ráno. Žije v lesích na zemském povrchu nebo v jeho blízkosti. Samci jsou teritoriální a agresivně si brání své území, které má rozlohu od několika desítek decimetrů čtverečních až po několik metrů čtverečních. Území samic bývá větší a má rozlohu až 16 m2. Mezi samci dochází k častým zápasům o teritorium. Samci se snaží sežrat snůšku vajíček svých konkurentů, mají-li možnost. Pokud narazí na cizí pulce, odnesou je pryč a nechají vyhladovět.
Živí se drobnými členovci, především mravenci. Jejich konzumací se jim v těle kumulují toxiny, které vylučují kůží, a jež způsobují jejich jedovatost. Konzumují též roztoče. Pulci jsou krmeni neoplodněnými vajíčky.
Pralesničky mají málo přirozených nepřátel, nicméně někteří hadi (především užovka Erythrolamprus epinephalus) je požírají. Pulci jsou podstatně zranitelnější, neboť ještě nejsou toxičtí.

### Rozmnožování
Rozmnožování může probíhat po celý rok, ale jen při dostatečné vlhkosti. Po páření nakladou samice 3 až 5 vajíček do úžlabí listů. Samci se následně starají o správnou vlhkost snůšky. Z vajíček se vylíhnou po 10 až 14 dnech pulci. Samička je poté přenese do tůněk (každého do jiné), které bývají nejčastěji v broméliích. Tam je i krmí neoplodněnými vajíčky. Pulci se přemění v dospělé žáby po 43 až 52 dnech. Pohlavní zralosti bývá dosaženo po asi 10 měsících.